# 三浦桃寿丸
三浦 桃寿丸（みうら とうじゅまる、生年不明 - 天正12年〈1584年〉）は、日本の戦国時代の武将。父は三浦貞勝、母は円融院。異父弟に宇喜多秀家がいる。

## 生涯
生年は父・貞勝が死亡した永禄7年（1565年）以前と推定される。備中松山城主三村家親により父が自害したため、母と共に備前国に逃れた。一説には備中に隠れたともされる。その後母が宇喜多直家の室となったことから、義父の直家に育てられることとなったという。その後、元亀3年（1572年）異父弟の宇喜多秀家が産まれている。
天正10年（1582年）、桃寿丸と秀家は羽柴秀吉に拝謁したとされる。
天正12年（1584年）、京都に上った時に地震に遭い圧死し、美作三浦氏は断絶したという。享年は23と伝えられている。なぜ京都に上ったかは理由は不明。また、地震は天正12年11月29日（1584年12月30日）にあったとの記録があり、桃寿丸もこの時に被災した可能性があるが、文禄5年7月12日（1596年9月4日）の伏見地震で圧死したという説もある。

## 名に関する疑問点
年齢を考慮すると、20歳以上での死去が確定的であるが、なぜか元服の記録が残っておらず、その名前も判然としない。
しかし、近年になって宇喜多家勝と名乗ったのではないかという説が出ている（直家の「家」と貞勝の「勝」）。